# Acetropis gimmerthalii
Acetropis gimmerthalii ist eine Wanzenart aus der Familie der Weichwanzen (Miridae).

## Merkmale
Die Wanzen werden 4,7 bis 6,7 Millimeter lang. Sie haben einen langgestreckten Körper, der verhältnismäßig breit und oval ist und ähneln Stenodema holsata Sie besitzen jedoch ein glattes Pronotum, ohne deutliche Punktierung und der Kopf ist gleich breit wie die das Pronotum vorne. Ihr Körper trägt auf der Oberseite mehrere scharf abgegrenzte dunkle Linien. Das zweite Fühlerglied ist gleich lang wie das dritte und vierte zusammen. Der Kopf trägt zwischen den Facettenaugen eine quer verlaufende Grube. Wie auch bei Acetropis carinata sind die Männchen immer voll geflügelt (makropter) und die Weibchen haben in der Regel verkürzte (brachyptere) Flügel. Anders als bei Acetropis carinata treten bei den Männchen keine überwiegend schwarz gefärbten Individuen auf.

## Vorkommen und Lebensraum
Die Art ist vor allem im Westen Europas vom Süden Skandinaviens bis in den westlichen Mittelmeerraum, östlich bis zur Balkanhalbinsel sowie in Nordafrika und weiters von Mitteleuropa bis nach Russland verbreitet. In Deutschland ist sie im Norden häufiger als im Süden, in Österreich ist die Art bisher nicht dokumentiert.
Besiedelt werden sandige Lebensräume, die eher warm und offen sind, wie insbesondere Sandmagerrasen oder Dünen. Die Art stellt an diese Eigenschaften ihrer Lebensräume höhere Ansprüche als Acetropis carinata. Vereinzelt kann man sie dennoch auch in feuchteren Lebensräumen und auf anderen Böden finden.

## Lebensweise
Die Wanzen leben an verschiedenen Süßgräsern (Poaceae) wie etwa Gewöhnlichem Ruchgras (Anthoxanthum odoratum),  Trespen (Bromus), Borstgras (Nardus stricta) oder Silbergras (Corynephorus canescens). Wie auch bei Acetropis carinata treten die ersten Nymphen ab Mai auf, die ersten adulten Tiere der neuen Generation ab Mitte Juni, seltener schon ab Ende Mai, dies bis meist Ende Juli.

## Belege